# Triatlo nos Jogos Asiáticos de Praia de 2008
As competições de triatlo nos Jogos Asiáticos de Praia de 2008 ocorreram em 26 de outubro. Dois eventos foram disputados.

## Calendário
| Outubro | 18 | 19 | 20 | 21 | 22 | 23 | 24 | 25 | 26 | Finais |
| ------- | -- | -- | -- | -- | -- | -- | -- | -- | -- | ------ |
| Triatlo |    |    |    |    |    |    |    |    | 2  | 2      |

## Quadro de medalhas
| Ordem | País          | Medalha de ouro | Medalha de prata | Medalha de bronze |   |
| ----- | ------------- | --------------- | ---------------- | ----------------- | - |
| 1     | China         | 1               | 1                |                   | 2 |
| 2     | Hong Kong     | 1               |                  | 1                 | 2 |
| 3     | Japão         |                 | 1                |                   | 1 |
| 4     | Coreia do Sul |                 |                  | 1                 | 1 |
| TOTAL | TOTAL         | 2               | 2                | 2                 | 6 |

## Medalhistas
| Evento               | Ouro                     | Prata                      | Bronze                          |
| Masculino (detalhes) | HKG Hong Kong Daniel Lee | JPN Japão Junichi Yamamoto | HKG Hong Kong Andrew Wright     |
| Feminino (detalhes)  | CHN China Zhang Yi       | CHN China Xing Lin         | KOR Coreia do Sul Jang Yun-Jung |